# Грин Вали (Мериленд)
Грин Вали (енгл. Green Valley) град је у америчкој савезној држави Мериленд.

## Демографија
По попису из 2000. године број становника је 12.262.
| Група             | 2000.          | 2010.    |
| Белци             | 11.613 (94,7%) | 0 (0,0%) |
| Афроамериканци    | 152 (1,2%)     | 0 (0,0%) |
| Азијати           | 121 (1,0%)     | 0 (0,0%) |
| Хиспаноамериканци | 207 (1,7%)     | 0 (0,0%) |
| Укупно            | 12.262         | 0        |